# Utahraptor
Utahraptor – rodzaj teropoda z rodziny dromeozaurów (Dromaeosauridae). Obejmuje jeden gatunek – Utahraptor ostrommaysi.

## Etymologia
- Utahraptor: Utah, Stany Zjednoczone; łac. raptor, raptoris „złodziej, grabieżca”, od rapere „chwycić, zawładnąć”[1].
- ostrommaysi: John Harold Ostrom (1928–2005), amerykański paleontolog; Chris Mays, amerykański pilot, prezes i jeden z założycieli Dinamation International Corporation[1].

## Dane podstawowe
Czas: wczesna kreda około 135 milionów lat temu

Miejsce znalezisk: stan Utah w Stanach Zjednoczonych

Długość: około 7 metra

Wysokość: ok. 2 metrów

Waga: około 500 kg

Pokarm: mięso

Znaczenie nazwy: "rabuś z Utah"

## Opis
Utahraptor jest jednym z największych dromeozaurów. Rozmiarami wyprzedza go najprawdopodobniej tylko południowoamerykański Austroraptor – każda z jego kości jest dłuższa niż odpowiadająca jej kość utahraptora. Na stopie miał cztery palce, przy czym na drugim znajdował się potężny, hakowaty szpon. U wyrośniętego osobnika ów szpon mógł mieć nawet 24 cm długości. Mniejsze pazury znajdowały się na palcach kończyn przednich. Ten zwinny drapieżnik łączył zapewne szybkość z siłą, co pozwalało mu obezwładnić stosunkowo dużą zdobycz. Zadawał ciężkie rany, kopiąc stopami uzbrojonymi w śmiercionośne szpony w nieosłonięte części ciała ofiary – na przykład w brzuch – jednocześnie wczepiając się w nią chwytnymi przednimi łapami i wgryzając ostrymi, piłkowanymi zębami.

## Galeria

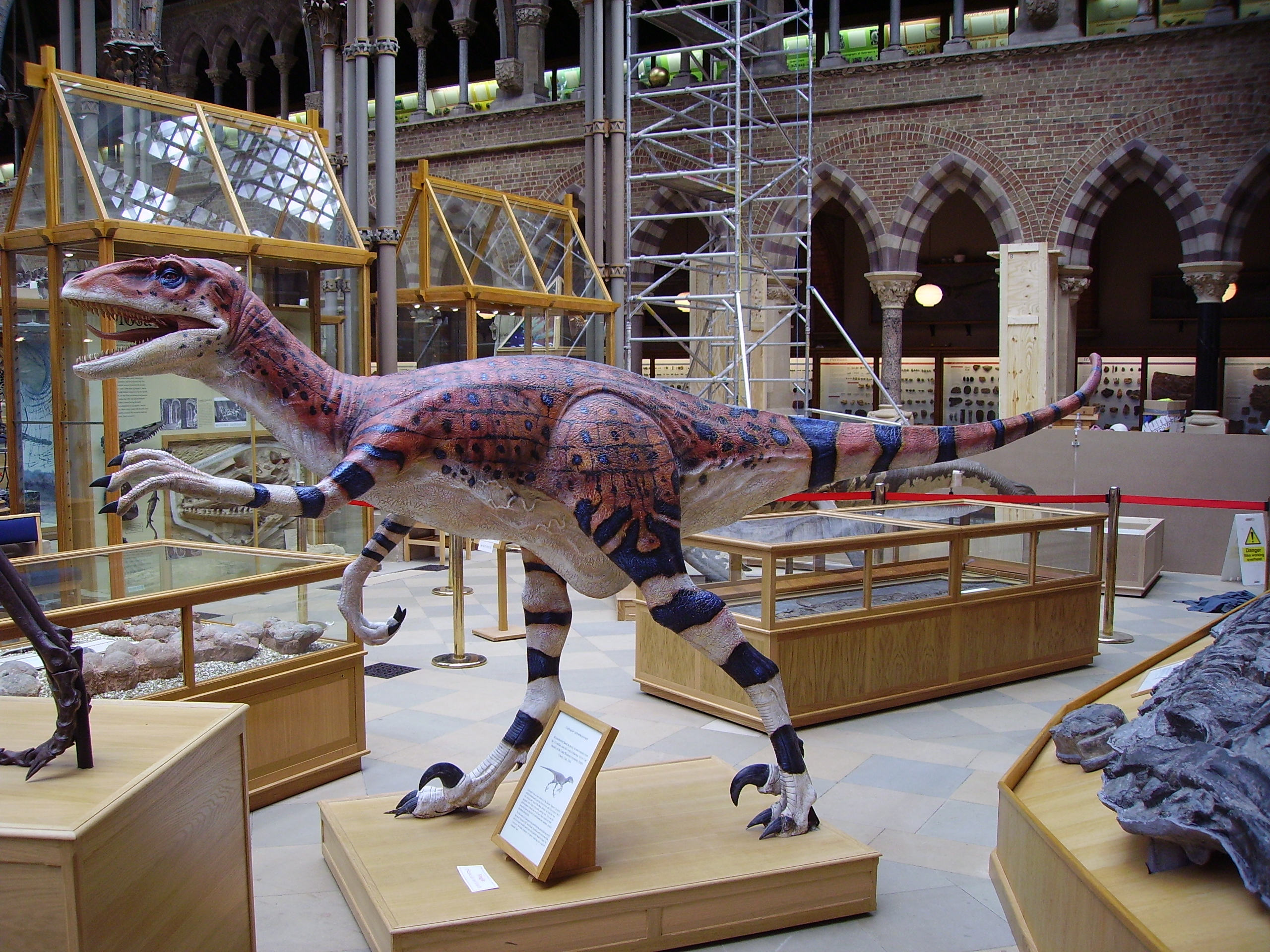
Model utahraptora
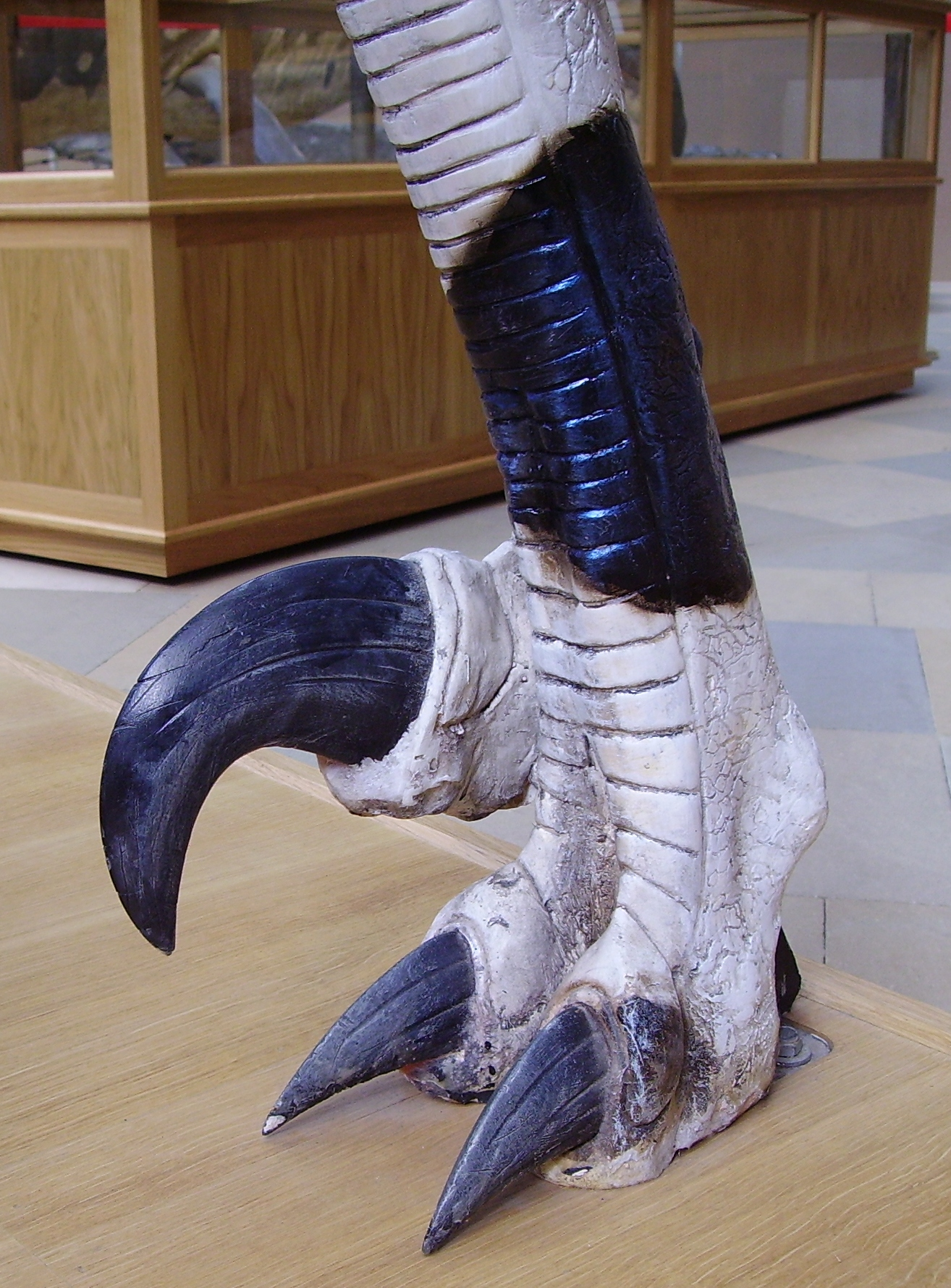
Model stopy utahraptora
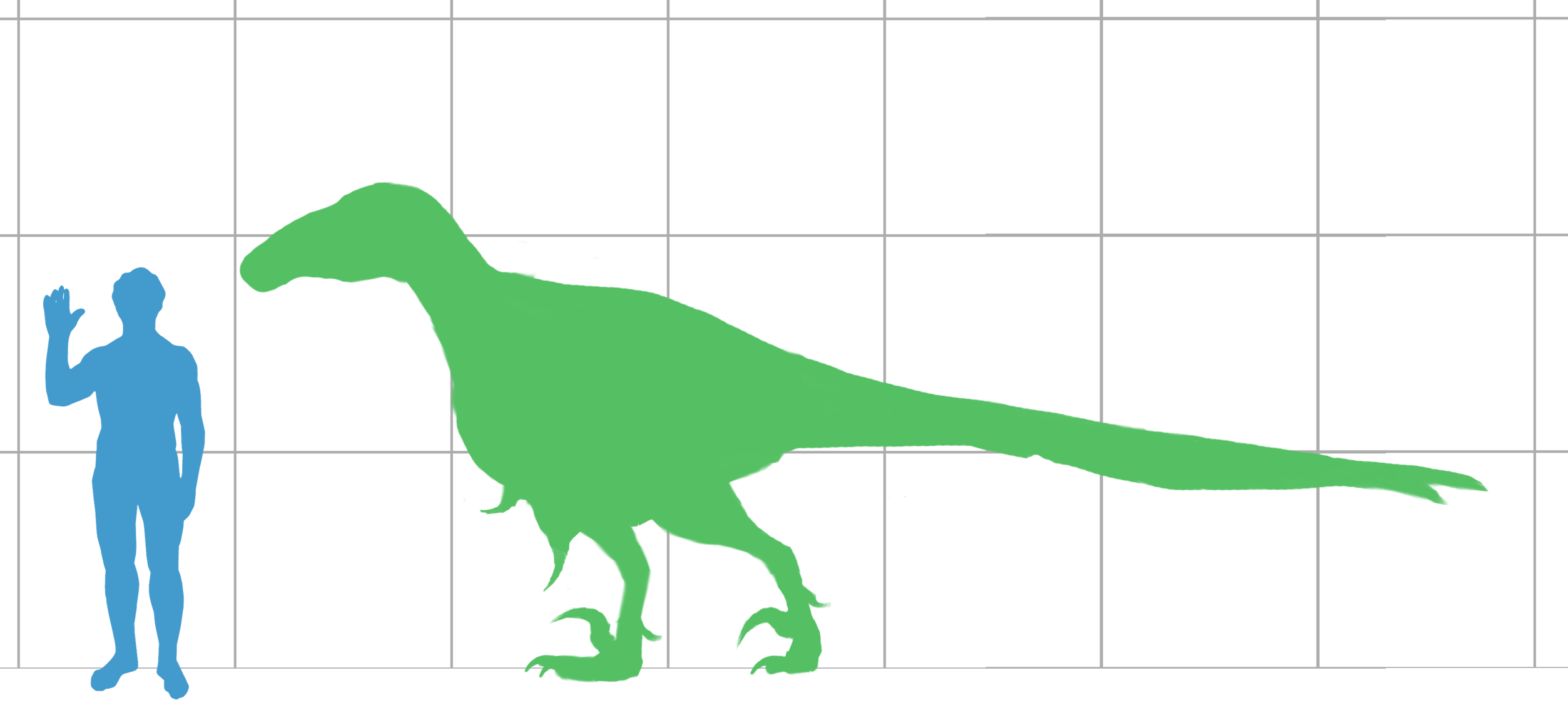
Rozmiar największego znanego utahraptora porównany do rozmiaru człowieka
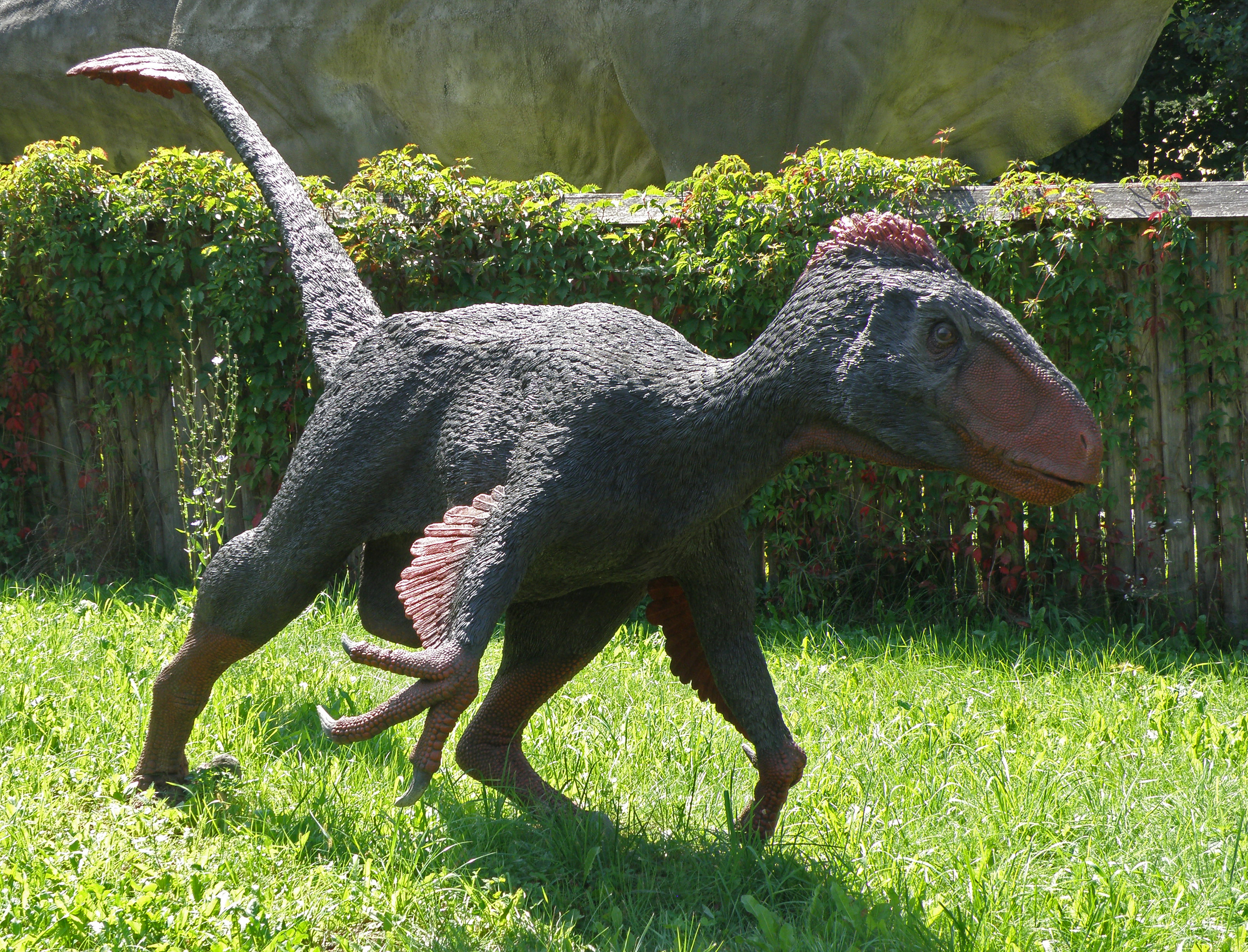
Utahraptor (JuraPark w Bałtowie)